# Episteme hebe
Episteme hebe là một loài bướm đêm trong họ Noctuidae.